# 科羅拉多泉機場
科羅拉多泉機場（英語：Colorado Springs Airport），正式名稱科羅拉多泉市市營機場（City of Colorado Springs Municipal Airport），是一座位於美國科羅拉多州科羅拉多泉的民用機場。

## 設施
有16個登機門。於1994年10月22日，每年服務20萬人 （页面存档备份，存于）。

## 航點
- Allegiant Air 登機門7（拉斯維加斯）
- 美國航空 登機門 6及8（達拉斯-沃斯堡）
  - 美國老鷹航空（芝加哥-奧海爾）
- 大陸航空 登機門1
  - 大陸航空快運由 Chautauqua Airlines經營（休斯頓-洲際）
  - 大陸航空快運 由 ExpressJet Airlines 經營（休斯頓-洲際）
- 達美航空 登機門4（亞特蘭大）
  - 達美聯繫 由 Comair經營（辛辛那他/北肯塔基）
  - 達美聯繫 由 SkyWest經營（鹽湖城）
- ExpressJet Airlines登機門2（奧蘭度，沙加緬度，聖地牙哥）
- 中西部航空 登機門9
  - Midwest Connect 由 SkyWest經營（堪薩斯城）
- 西北航空 登機門10（明尼阿波利斯/聖保羅）
- 聯合航空 登機門5A、11及12
  - 聯合快運 由 Mesa Airlines經營（丹佛）
  - 聯合快運 由 SkyWest經營（芝加哥-奧海爾，丹佛，洛杉磯，三藩市）
- 全美航空 登機門3
  - 全美航空快運 由 Mesa Airlines經營（拉斯維加斯，鳳凰城）

## 外部連結
- 科羅拉多泉機場